# Styracoderus
Styracoderus is een geslacht van kevers uit de familie van de loopkevers (Carabidae). De wetenschappelijke naam van het geslacht is voor het eerst geldig gepubliceerd in 1874 door Chaudoir.

## Soorten
Het geslacht Styracoderus omvat de volgende soorten:
- Styracoderus atramentarius Rosenhauer, 1856
- Styracoderus azarai Perez Arcas, 1865
- Styracoderus martinezi Vuillefroy, 1868